# Philippe Vande Walle
Pour les articles homonymes, voir Van de Walle.
Philippe Vande Walle, parfois orthographié Filip Vande Walle, né le 22 décembre 1961 à Gozée en Belgique, est un footballeur international et entraîneur belge qui joue au poste de gardien de but. Il est également consultant pendant plusieurs années pour la presse télévisée, tour à tour à la RTBF et sur RTL TVI.

## Biographie
Philippe Vande Walle a été élu Gardien de l'année du championnat de Belgique à deux reprises, en 1987 et en 1996. Il fait partie de l'équipe des Diables Rouges qui disputent la Coupe du monde 1998.
Après sa carrière en tant que joueur, qu'il clôture en 2000, Philippe Vande Walle devient entraîneur des gardiens au Sporting de Charleroi et ouvre sa propre école de gardiens de but. À la fin de la saison 2006-2007, il devient entraîneur principal du Charleroi SC, à la suite du départ de Jacky Mathijssen, mais démissionne en décembre 2007.
En 2009, il intègre l'équipe de Belgique de beach soccer comme joueur puis comme entraîneur, mais échoue à qualifier les Sables Rouges pour la Coupe du monde 2011.

## Palmarès

### Distinctions personnelles
- Élu Gardien de l'année en 1987 avec le Club Bruges KV
- Élu Gardien de l'année en 1996 avec le Germinal Ekeren.

## Controverses
Le 6 octobre 2013, Philippe Vande Walle publie un message polémique au sujet de Zakaria Bakkali sur le réseau social Twitter : « Bakkali Diable Rouge... J’sais pas encore!!!... Ça commence à me pomper l'air!!!! Des "Purs Belges" (Meunier,Vossen) viennent en rampant ». La RTBF, où il travaille alors comme consultant pour l'émission La Tribune, le suspend de l'antenne.